# Stereochromia
Stereochromia - technika w sztuce, wykorzystywana w malarstwie ściennym, fresków i obrazów, polegająca na zabezpieczeniu pomalowanej powierzchni (podłoża i farb) przed negatywnym działaniem wpływów atmosferycznych lub wandalizmem za pomocą preparatów, np.: szkło wodne, wodorotlenek glinowy, kwas krzemowo-fluorowy.